# شينغو كوندو
شينغو كوندو (باليابانية: 近藤 慎吾) (مواليد 23 فبراير 1987) هو لاعب كرة قدم ياباني.

## وصلات خارجية
- شينغو كوندو على موقع رابطة كرة القدم اليابانية للمحترفين (اليابانية)
- شينغو كوندو على موقع Soccerway.com (الإنجليزية)
- شينغو كوندو على موقع عالم كرة القدم.نت (الإنجليزية)